# Cuscuta tinei
Cuscuta tinei là một loài thực vật có hoa trong họ Bìm bìm. Loài này được Insenga mô tả khoa học đầu tiên năm 1846.